# セキチク
セキチク（石竹、英名：China pink、学名：Dianthus chinensis L.）は、ナデシコ科ナデシコ属の観賞目的で花壇、鉢物及び切り花用に栽培される多年草。葉が竹に似ていることからこの名がついたといわれている。

## 概要
原産は中国で、日本では平安時代に栽培されており、その後は草丈と花の大きさによって区別される三寸セキチク、五寸セキチクなどの品種が育成されてきた。ヨーロッパでは1716年に栽培されており、1860年代には日本から導入されたトコナツを中心に品種改良が行なわれ、その後も世界各地で多くの品種が育成された。現在では、アメリカナデシコなどとの交配品種が栽培の主体となっている。
起源が不明ながら日本で育成されたと思われる品種は、以下の2つである。
- トコナツ（常夏） (Dianthus chinensis L. var. semperflorens Makino[3][4])
- イセナデシコ (Dianthus x isensis　Hirahata et Kitam.[5])

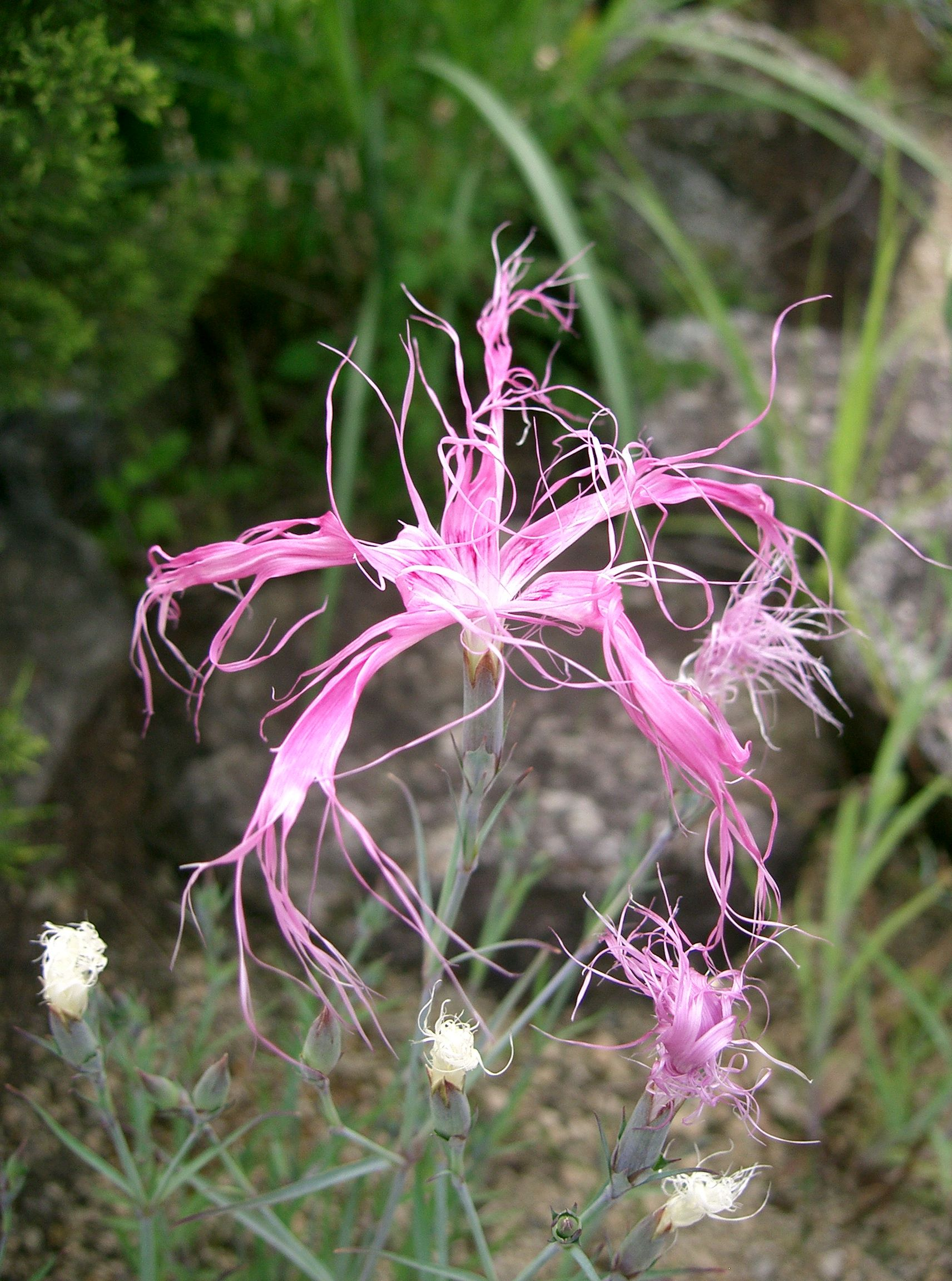
イセナデシコ（セキチク×カワラナデシコ）
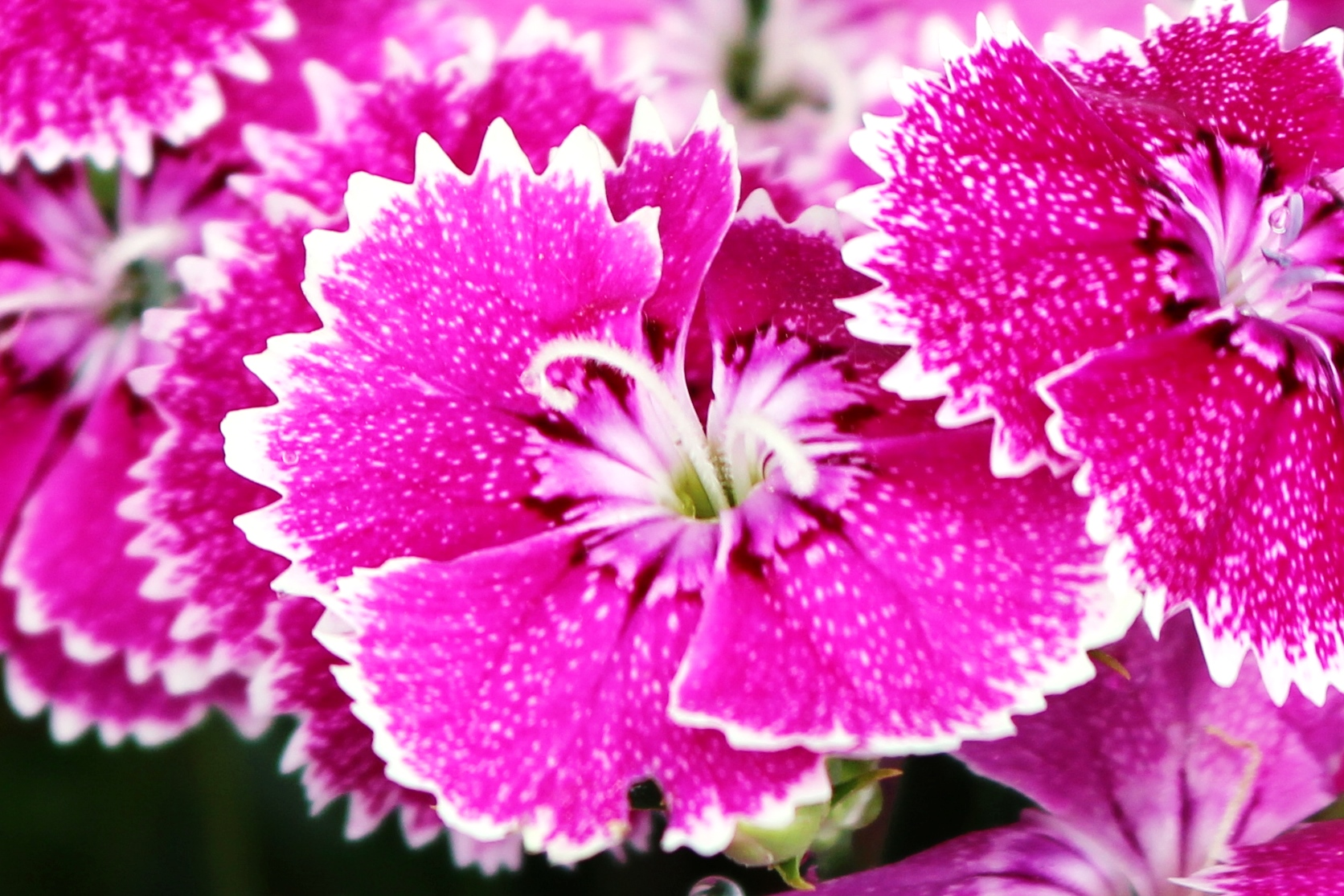
雌花
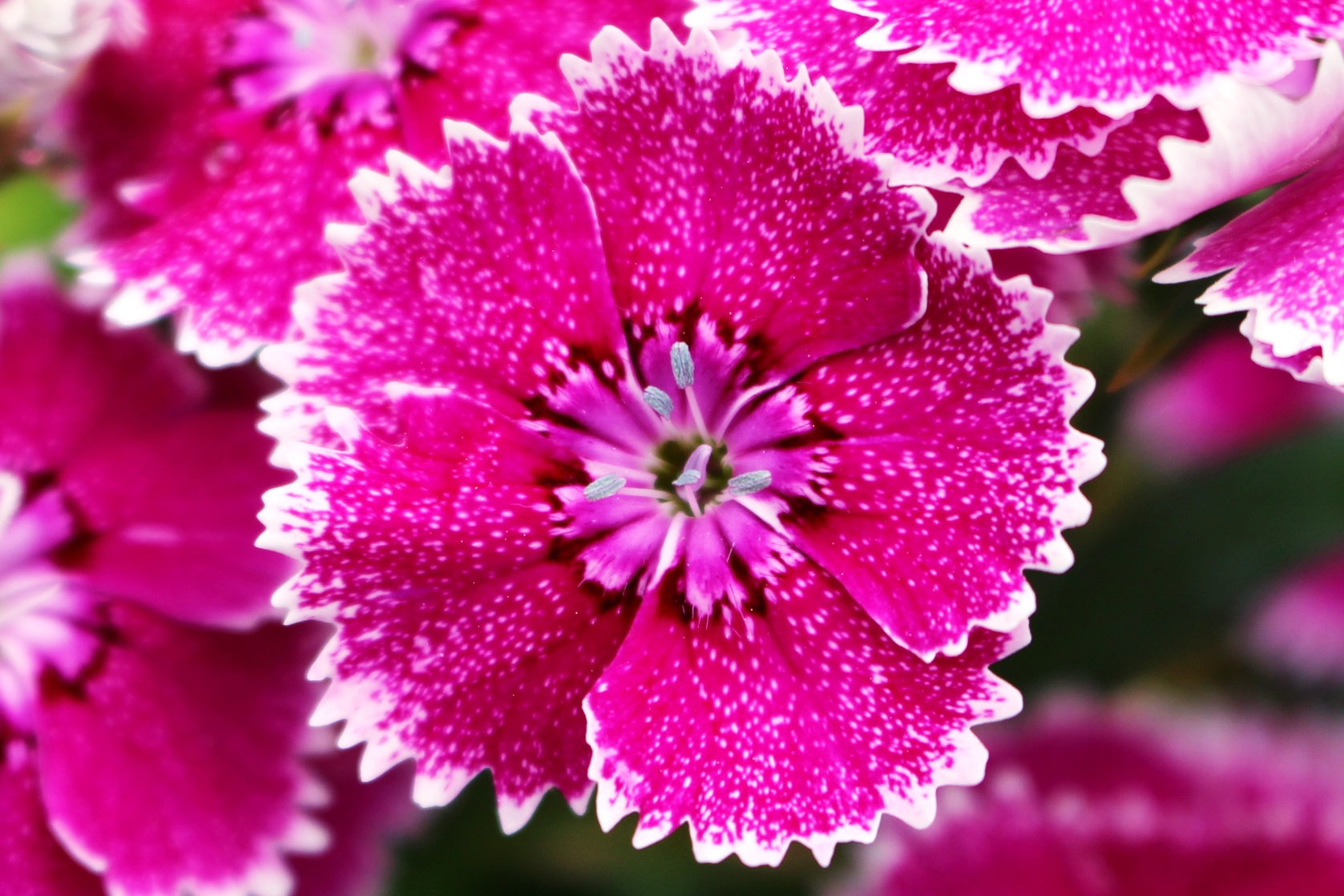
雄花

## 別名及び異名
別名にカラナデシコ、コウアンナデシコまたはモウコナデシコがある。
異名には以下のものがある
- Dianthus chinensis L. var. amurensis (Hort. ex Jacques) Kitag.
- Dianthus chinensis L. var. versicolor (Fisch. ex Link) Ma
- Dianthus versicolor Fisch. ex Link var. subulifolius (Kitag.) Y.C.Chu
- Dianthus chinensis L. subsp. versicolor (Fisch. ex Link) Vorosch.
- Dianthus versicolor Fisch. ex Link